# 93. Kongress der Vereinigten Staaten
Der 93. Kongress der Vereinigten Staaten beschreibt die Legislaturperiode von Repräsentantenhaus und Senat in den Vereinigten Staaten zwischen dem 3. Januar 1973 und dem 3. Januar 1975. Alle Abgeordneten des Repräsentantenhauses sowie ein Drittel der Senatoren (Klasse II) waren im November 1972 bei den Kongresswahlen gewählt worden. In beiden Kammern ergab sich eine demokratische Mehrheit, die in Opposition zu den Republikanern stand. Diese stellten während dieser Zeit mit Richard Nixon bzw. Gerald Ford die Präsidenten. Während der Legislaturperioden kam es in beiden Kammern durch Todesfälle bzw. Rücktritte zu einigen Veränderungen, die aber nichts an den Mehrheitsverhältnissen änderten. Viele Rücktritte im Repräsentantenhaus erfolgten am 31. Dezember 1974 zwei Tage vor Ablauf der Amtszeit. Daher waren am Ende der Legislaturperiode 18 Sitze vakant. Der Kongress tagte in der amerikanischen Bundeshauptstadt Washington, D.C. Die Sitzverteilung im Repräsentantenhaus basierte auf der Volkszählung von 1970.

## Wichtige Ereignisse
Siehe auch 1973 und 1974
- 3. Januar 1973: Beginn der Legislaturperiode des 93. Kongresses
- 20. Januar 1973: Präsident Richard Nixon und Vize-Präsident Spiro Agnew werden in ihre zweite Amtszeit eingeführt.
- 22. Januar 1973: Der Oberste Gerichtshof verkündet mit dem Urteil im Fall Roe v. Wade eine Grundsatzentscheidung in Abtreibungsfragen.
- 27. Januar 1973: Mit dem Vertrag von Paris über die Beendigung des Krieges und die Wiederherstellung des Friedens in Vietnam wird der Ausstieg der Vereinigten Staaten aus dem Vietnamkrieg geregelt.
- 10. Oktober 1973: Rücktritt von Vize-Präsident Spiro Agnew, nach Bestechungs- und Steuerhinterziehungsvorwürfen.
- 20. Oktober 1973: Im Zuge der Watergate-Affäre kommt es zum sogenannten Saturday Night Massacre, bei dem führendes Personal im Justizministerium einschließlich des Ministers von Präsident Nixon ausgetauscht wurde.
- 6. Dezember 1973: Der neue Vize-Präsident Gerald Ford wird in sein Amt eingeführt. Er war der erste Amtsinhaber, der nach den Vorschriften des 25. Verfassungszusatzes in dieses Amt gelangt war. Siehe auch: Wahl des Vizepräsidenten der Vereinigten Staaten 1973
- 9. August 1974: Nachdem der Druck auf Präsident Nixon wegen der Watergate-Affäre immer größer wird, tritt dieser, um einem Amtsenthebungsverfahren zu entgehen, zurück. Gerald Ford tritt seine Nachfolge an.
- 5. November 1974: Bei den Kongresswahlen bauen die Demokraten ihre Mehrheiten in beiden Kongresskammern aus.
- 19. Dezember 1974: Der neue Vize-Präsident Nelson Rockefeller, der dem im August zum Präsidenten aufgestiegenen Gerald Ford nachfolgt wird in sein Amt eingeführt. Siehe auch: Wahl des Vizepräsidenten der Vereinigten Staaten 1974

Außerdem liefen seit Mai 1973 Kongressanhörungen wegen des Watergate Skandals. Am 9. Mai 1974 begannen die Anhörungen zwecks Einleitung eines Amtsenthebungsverfahrens gegen Präsident Nixon.

## Die wichtigsten Gesetze
In den Sitzungsperioden des 93. Kongresses wurden unter anderem folgende Bundesgesetze verabschiedet (siehe auch: Gesetzgebungsverfahren):
- 13. August 1973: Federal Aid Highway Act of 1973
- 6. September 1973: Rehabilitation Act
- 1. Oktober 1973: Domestic Volunteer Services Act of 1973
- 4. Oktober: Oil Pollution Act of 1973
- 3. November 1973: Amtrak Improvement Act
- 7. November 1973: War Powers Resolution
- 29. November 1973: Hobby Protection Act
- 28. Dezember 1973: Comprehensive Employment and Training Act
- 28. Dezember 1973: Endangered Species Act
- 29. Dezember 1973: Health Maintenance Organization Act of 1973
- 7. März 1974: Water Resources Development Act of 1974
- 22. Mai 1974: Disaster Relief Act of 1974
- 12. Juli 1974: Congressional Budget and Impoundment Control Act
- 25. Juli 1974: Legal Services Corporation Act
- 21. August 1974: Family Educational Rights and Privacy Act
- 2. September 1974: Employee Retirement Income Security Act
- 7. September 1974: Juvenile Justice and Delinquency Prevention Act of 1974
- 19. Oktober 1974: Federal Fire Prevention and Control Act of 1974
- 26. November 1974: National Mass Transportation Assistance Act
- 3. Dezember 1974: Vietnam Era Veterans’ Readjustment Assistance Act
- 16. Dezember 1974: Safe Drinking Water Act
- 31. Dezember 1974: Privacy Act of 1974
- 2. Januar 1975: An Act to Establish Rules of Evidence for Certain Courts and Proceedings
- 3. Januar 1975: Trade Act of 1974
- 3. Januar 1975: Hazardous Materials Transportation Act
- 4. Januar 1975: National Health Planning and Resources Development Act

## Zusammensetzung nach Parteien

### Senat
|              | Partei (Schattierung zeigt Mehrheitspartei) | Partei (Schattierung zeigt Mehrheitspartei) | Partei (Schattierung zeigt Mehrheitspartei) | Total |   |
| ------------ | ------------------------------------------- | ------------------------------------------- | ------------------------------------------- | ----- | - |
|              |                                             |                                             |                                             | Total |   |
| Demokraten   | Republikaner                                | Sonstige                                    | Vakant                                      | Total |   |
| 92. Kongress | 54                                          | 44                                          | 2                                           | 100   | 0 |
|              |                                             |                                             |                                             |       |   |
| 93. Kongress | 57                                          | 40                                          | 2                                           | 99    | 1 |
| 94. Kongress | 61                                          | 37                                          | 2                                           | 100   |   |

### Repräsentantenhaus
|              | Partei (Schattierung zeigt Mehrheitspartei) | Partei (Schattierung zeigt Mehrheitspartei) | Partei (Schattierung zeigt Mehrheitspartei) | Total |    |
| ------------ | ------------------------------------------- | ------------------------------------------- | ------------------------------------------- | ----- | -- |
|              |                                             |                                             |                                             | Total |    |
| Demokraten   | Republikaner                                | Unabhängige                                 | Vakant                                      | Total |    |
| 92. Kongress | 255                                         | 180                                         | 0                                           | 435   | 0  |
|              |                                             |                                             |                                             |       |    |
| 93. Kongress | 235                                         | 192                                         | 0                                           | 443   | 18 |
| 94. Kongress | 291                                         | 144                                         | 0                                           | 435   |    |

Außerdem gab es noch vier nicht stimmberechtigte Kongressdelegierte.

## Amtsträger

### Senat
- Präsident des Senats: Spiro Agnew (R) bis zum 10. Oktober 1973. Danach entstand bis zum 10. Dezember eine Vakanz, ehe dann Gerald Ford das Amt übernahm. Nach dessen Amtsantritt als Präsident war das Amt zwischen dem 9. August und dem 19. Dezember 1974 erneut unbesetzt. Dann folgte Nelson Rockefeller.
- Präsident pro tempore: James Eastland (D)

#### Führung der Mehrheitspartei
- Mehrheitsführer: Mike Mansfield (D)
- Mehrheitswhip: Robert Byrd (D)

#### Führung der Minderheitspartei
- Minderheitsführer: Hugh Scott (R)
- Minderheitswhip: Robert P. Griffin (R)

### Repräsentantenhaus
- Sprecher des Repräsentantenhauses: Carl Albert (D)

#### Führung der Mehrheitspartei
- Mehrheitsführer: Tip O’Neill (D)
- Mehrheitswhip: John J. McFall (D)

#### Führung der Minderheitspartei
- Minderheitsführer: John Jacob Rhodes
- Minderheitswhip: Leslie C. Arends

## Senatsmitglieder
Im 93. Kongress vertraten folgende Senatoren ihre jeweiligen Bundesstaaten:
| Alabama - 2. John Sparkman (D) - 3. James Browning Allen (D) Alaska - 2. Ted Stevens (R) - 3. Mike Gravel (D) Arizona - 1. Paul Jones Fannin (R) - 3. Barry Goldwater (R) Arkansas - 2. John Little McClellan (D) - 3. J. William Fulbright (D) bis zum 31. Dezember 1974 Kalifornien - 1. John V. Tunney (D) - 3. Alan Cranston (D) Colorado - 2. Floyd K. Haskell (D) - 3. Peter H. Dominick (R) Connecticut - 1. Lowell P. Weicker, Jr. (R) - 3. Abraham A. Ribicoff (D) Delaware - 1. William V. Roth (R) - 2. Joe Biden (D) Florida - 1. Lawton Chiles (D) - 3. Edward Gurney (R) bis zum 31. Dezember 1974 - Richard Stone (D) ab dem 1. Januar 1975 Georgia - 2. Sam Nunn (D) - 3. Herman Talmadge (D) Hawaii - 1. Hiram Fong (R) - 2. Daniel Inouye (D) Idaho - 2. James A. McClure (R) - 3. Frank Church (D) Illinois - 2. Charles H. Percy (R) - 3. Adlai Ewing Stevenson III (D) Indiana - 1. Vance Hartke (D) - 3. Birch Bayh (D) Iowa - 2. Richard C. Clark (D) - 3. Harold Hughes (D) Kansas - 2. James B. Pearson (R) - 3. Bob Dole (R) Kentucky - 2. Walter Huddleston (D) - 3. Marlow Cook (R) bis zum 27. Dezember 1974 - Wendell Ford (D) ab dem 28. Dezember 1974 Louisiana - 2. Bennett Johnston (D) - 3. Russell B. Long (D) Maine - 1. Edmund Muskie (D) - 2. William Dodd Hathaway (D) Maryland - 1. John Glenn Beall Jr. (R) - 3. Charles Mathias (R) Massachusetts - 1. Edward Kennedy (D) - 2. Edward Brooke (R) Michigan - 1. Philip Hart (D) - 2. Robert P. Griffin (R) Minnesota - 1. Hubert H. Humphrey (D) bzw. (Democratic Farmer Labor Party) - 2. Walter Mondale (D) bzw. (Democratic Farmer Labor Party) Mississippi - 1. John C. Stennis (D) - 2. James Eastland (D) Missouri - 1. Stuart Symington (D) - 3. Thomas Eagleton (D) Montana - 1. Mike Mansfield (D) - 2. Lee Metcalf (D) | Nebraska - 1. Roman Hruska (R) - 2. Carl Curtis (R) Nevada - 1. Howard Cannon (D) - 3. Alan Bible (D) bis zum 17. Dezember 1974 - Paul Laxalt (R) ab dem 18. Dezember 1974 New Hampshire - 2. Thomas J. McIntyre (D) - 3. Norris Cotton (R) bis zum 31. Dezember 1974 - Louis C. Wyman (R) ab dem 31. Dezember 1974 New Jersey - 1. Harrison A. Williams (D) - 2. Clifford P. Case (R) New Mexico - 1. Joseph Montoya (D) - 2. Pete Domenici (R) New York - 1. James L. Buckley (Conservative Party of New York State) - 3. Jacob K. Javits (R) North Carolina - 2. Jesse Helms (R) - 3. Sam Ervin (D) North Dakota - 1. Quentin N. Burdick (D) - 3. Milton Young (R) Ohio - 1. Robert Taft Jr. (R) - 3. William B. Saxbe (R) bis zum 3. Januar 1974 - Howard Metzenbaum (D) vom 4. Januar bis zum 23. Dezember 1974 - John Glenn (D) ab dem 24. Dezember 1974 Oklahoma - 2. Dewey F. Bartlett (R) - 3. Henry Bellmon (R) Oregon - 2. Mark Hatfield (R) - 3. Bob Packwood (R) Pennsylvania - 1. Hugh Scott (R) - 3. Richard Schweiker (R) Rhode Island - 1. John O. Pastore (D) - 2. Claiborne Pell (D) South Carolina - 2. Strom Thurmond (R) - 3. Fritz Hollings (D) South Dakota - 2. James Abourezk (D) - 3. George McGovern (D) Tennessee - 1. Bill Brock (R) - 2. Howard Baker (R) Texas - 1. Lloyd Bentsen (D) - 2. John Tower (R) Utah - 1. Frank Moss (D) - 3. Wallace F. Bennett (R) bis zum 20. Dezember 1974 - Jake Garn (R) ab dem 21. Dezember 1974 Vermont - 1. Robert Stafford (R) - 3. George Aiken (R) Virginia - 1. Harry F. Byrd Jr. (unabhängiger Demokrat) - 2. William L. Scott (R) Washington - 1. Henry M. Jackson (D) - 3. Warren G. Magnuson (D) West Virginia - 1. Robert Byrd (D) - 2. Jennings Randolph (D) Wisconsin - 1. William Proxmire (D) - 3. Gaylord Nelson (D) Wyoming - 1. Gale W. McGee (D) - 2. Clifford P. Hansen (R) |

## Mitglieder des Repräsentantenhauses
Folgende Kongressabgeordnete vertraten im 93. Kongress die Interessen ihrer jeweiligen Bundesstaaten:
| Alabama 7 Wahlbezirke - 1. William J. Edwards (R) - 2. William Louis Dickinson (R) - 3. Bill Nichols (D) - 4. Tom Bevill (D) - 5. Robert Jones Jr. (D) - 6. John Hall Buchanan, Jr. (R) - 7. Walter Flowers (D) Alaska Staatsweite Wahl - Don Young (R) ab dem 6. März 1973 Arizona 4 Wahlbezirke - 1. John Jacob Rhodes (R) - 2. Mo Udall (D) - 3. Sam Steiger (R) - 4. John Bertrand Conlan (R) Arkansas 4 Wahlbezirke - 1. William Vollie Alexander (D) - 2. Wilbur Daigh Mills (D) - 3. John Paul Hammerschmidt (R) - 4. Ray Thornton (D) Kalifornien 43 Wahlbezirke - 1. Donald H. Clausen (R) - 2. Harold T. Johnson (D) - 3. John E. Moss (D) - 4. Robert L. Leggett (D) - 5. Phillip Burton (D) - 6. William S. Mailliard (R) bis zum 5. März 1974 - John Lowell Burton (D) ab dem 4. Juni 1974 - 7. Ron Dellums (D) - 8. Pete Stark (D) - 9. Don Edwards (D) - 10. Charles S. Gubser (R) bis zum 31. Dezember 1974 - 11. Leo J. Ryan (D) - 12. Burt L. Talcott (R) - 13. Charles M. Teague (R) bis zum 1. Januar 1974 - Robert J. Lagomarsino (R) ab dem 5. März 1974 - 14. Jerome R. Waldie (D) - 15. John J. McFall (D) - 16. Bernice F. Sisk (D) - 17. Pete McCloskey (R) - 18. Bob Mathias (R) - 19. Chester E. Holifield (D) bis zum 31. Dezember 1974 - 20. Carlos Moorhead (R) - 21. Augustus F. Hawkins (D) - 22. James C. Corman (D) - 23. Del M. Clawson (R) - 24. John H. Rousselot (R) - 25. Charles E. Wiggins (R) - 26. Thomas M. Rees (D) - 27. Barry Goldwater Jr. (R) - 28. Alphonzo Bell (R) - 29. George E. Danielson (D) - 30. Edward R. Roybal (D) - 31. Charles H. Wilson (D) - 32. Craig Hosmer (R) bis zum 31. Dezember 1974 - 33. Jerry Pettis (R) - 34. Richard T. Hanna (D) bis zum 31. Dezember 1974 - 35. Glenn M. Anderson (D) - 36. William M. Ketchum (R) - 37. Yvonne Brathwaite Burke (D) - 38. George Brown (D) - 39. Andrew J. Hinshaw (R) - 40. Bob Wilson (R) - 41. Lionel Van Deerlin (D) - 42. Clair Burgener (R) - 43. Victor Veysey (R) Colorado 5 Wahlbezirke - 1. Patricia Schroeder (D) - 2. Donald G. Brotzman (R) - 3. Frank E. Evans (D) - 4. James Paul Johnson (R) - 5. William L. Armstrong (R) Connecticut 6 Wahlbezirke - 1. William R. Cotter (D) - 2. Robert H. Steele (R) - 3. Robert Giaimo (D) - 4. Stewart McKinney (R) - 5. Ronald A. Sarasin (R) - 6. Ella T. Grasso (D) Delaware Staatsweite Wahl - Pierre S. du Pont IV. (R) Florida 15 Wahlbezirke - 1. Robert Sikes (D) - 2. Don Fuqua (D) - 3. Charles Edward Bennett (D) - 4. William V. Chappell (D) - 5. Bill Gunter (D) - 6. Bill Young (D) - 7. Sam Gibbons (D) - 8. James A. Haley (D) - 9. Louis Frey (R) - 10. Louis A. Bafalis (R) - 11. Paul Grant Rogers (D) - 12. J. Herbert Burke (R) - 13. William Lehman (D) - 14. Claude Pepper (D) - 15. Dante Fascell (D) Georgia 10 Wahlbezirke - 1. Ronald Bryan Ginn (D) - 2. Dawson Mathis (D) - 3. Jack Thomas Brinkley (D) - 4. Benjamin B. Blackburn (R) - 5. Andrew Young (D) - 6. John James Flynt Jr. (D) - 7. John William Davis (D) - 8. W. S. Stuckey (D) - 9. Phillip M. Landrum (D) - 10. Robert Grier Stephens (D) Hawaii 2 Wahlbezirke - 1. Spark Matsunaga (D) - 2. Patsy Mink (D) Idaho 2 Wahlbezirke - 1. Steve Symms (R) - 2. Orval H. Hansen (R) Illinois 24 Wahlbezirke - 1. Ralph Metcalfe (D) - 2. Morgan F. Murphy (D) - 3. Robert P. Hanrahan (R) - 4. Ed Derwinski (R) - 5. John C. Kluczynski (D) - 6. Harold R. Collier (R) - 7. Cardiss Collins (D) ab dem 5. Juni 1973 - 8. Dan Rostenkowski (D) - 9. Sidney R. Yates (D) - 10. Samuel H. Young (R) - 11. Frank Annunzio (D) - 12. Phil Crane (R) - 13. Robert McClory (R) - 14. John N. Erlenborn (R) - 15. Leslie C. Arends (R) bis zum 31. Dezember 1974 - 16. John B. Anderson (R) - 17. George M. O’Brien (R) - 18. Robert H. Michel (R) - 19. Tom Railsback (R) - 20. Paul Findley (R) - 21. Edward Rell Madigan (R) - 22. George E. Shipley (D) - 23. Charles Melvin Price (D) - 24. Kenneth J. Gray (D) bis zum 31. Dezember 1974 Indiana 11 Wahlbezirke - 1. Ray J. Madden (D) - 2. Earl F. Landgrebe (R) - 3. John Brademas (D) - 4. J. Edward Roush (D) - 5. Elwood Hillis (R) - 6. William G. Bray (R) - 7. John T. Myers (R) - 8. Roger H. Zion (R) - 9. Lee H. Hamilton (D) - 10. David W. Dennis (R) - 11. William H. Hudnut (R) Iowa 6 Wahlbezirke - 1. Edward Mezvinsky (D) - 2. John Culver (D) - 3. H. R. Gross (R) - 4. Neal Edward Smith (D) - 5. William J. Scherle (R) - 6. Wiley Mayne (R) Kansas 5 Wahlbezirke - 1. Keith Sebelius (R) - 2. William R. Roy (D) - 3. Larry Winn (R) - 4. Garner E. Shriver (R) - 5. Joe Skubitz (R) Kentucky 7 Wahlbezirke - 1. Frank Stubblefield (D) bis zum 31. Dezember 1974 - 2. William Huston Natcher (D) - 3. Romano L. Mazzoli (D) - 4. Gene Snyder (R) - 5. Tim Lee Carter (R) - 6. John B. Breckinridge (D) - 7. Carl D. Perkins (D) Louisiana 8 Wahlbezirke - 1. Felix Edward Hébert (D) - 2. Lindy Boggs (D) ab dem 20. März 1973 - 3. David C. Treen (R) - 4. Joe Waggonner (D) - 5. Otto E. Passman (D) - 6. John Rarick (D) - 7. John Breaux (D) - 8. Gillis William Long (D) Maine 2 Wahlbezirke - 1. Peter N. Kyros (D) - 2. William Cohen (R) Maryland 8 Wahlbezirke - 1. William Oswald Mills (R) bis zum 24. Mai 1973 - Robert Bauman (R) ab dem 21. August 1973 - 2. Clarence Long (D) - 3. Paul Sarbanes (D) - 4. Marjorie Holt (R) - 5. Lawrence Hogan (R) - 6. Goodloe Byron (D) - 7. Parren Mitchell (D) - 8. Gilbert Gude (R) Massachusetts 12 Wahlbezirke - 1. Silvio O. Conte (R) - 2. Edward Boland (D) - 3. Harold Donohue (D) bis zum 31. Dezember 1974 - 4. Robert Drinan (D) - 5. Paul W. Cronin (R) - 6. Michael J. Harrington (D) - 7. Torbert Macdonald (D) - 8. Tip O’Neill (D) - 9. Joe Moakley (D) - 10. Margaret Heckler (R) - 11. James A. Burke (D) - 12. Gerry Studds (D) Michigan 19 Wahlbezirke - 1. John Conyers (D) - 2. Marvin L. Esch (R) - 3. Garry E. Brown (R) - 4. Edward Hutchinson (R) - 5. Gerald Ford (R) bis zum 6. Dezember 1973 - Richard Vander Veen (D) ab dem 18. Februar 1974 - 6. Charles E. Chamberlain (R) bis zum 31. Dezember 1974 - 7. Donald W. Riegle (R) wechselte zu (D) - 8. James Harvey (R) bis zum 31. Januar 1974 - J. Bob Traxler (D) ab dem 23. April 1974 - 9. Guy Vander Jagt (R) - 10. Elford Albin Cederberg (R) - 11. Philip Ruppe (R) - 12. James G. O’Hara (D) - 13. Charles Diggs (D) - 14. Lucien N. Nedzi (D) - 15. William D. Ford (D) - 16. John Dingell Jr. (D) - 17. Martha Griffiths (D) bis zum 31. Dezember 1974 - 18. Robert J. Huber (R) - 19. William Broomfield (R) Minnesota 8 Wahlbezirke - 1. Al Quie (R) - 2. Ancher Nelsen (R) bis zum 31. Dezember 1974 - 3. Bill Frenzel (R) - 4. Joseph Karth (DFL= Democratic Farmer Labor Party) - 5. Donald M. Fraser (DFL) - 6. John M. Zwach (R) - 7. Robert Bergland (DFL) - 8. John Blatnik (DFL) bis zum 31. Dezember 1974 Mississippi 5 Wahlbezirke - 1. Jamie L. Whitten (D) - 2. David R. Bowen (D) - 3. Sonny Montgomery (D) - 4. Thad Cochran (R) - 5. Trent Lott (R) | Missouri 10 Wahlbezirke - 1. Bill Clay (D) - 2. James W. Symington (D) - 3. Leonor Sullivan (D) - 4. William J. Randall (D) - 5. Richard Walker Bolling (D) - 6. Jerry Litton (D) - 7. Gene Taylor (R) - 8. Richard Howard Ichord (D) - 9. William L. Hungate (D) - 10. Bill D. Burlison (D) Montana 2 Wahlbezirke - 1. Richard G. Shoup (R) - 2. John Melcher (D) Nebraska 3 Wahlbezirke - 1. Charles Thone (R) - 2. John Y. McCollister (R) - 3. David T. Martin (R) bis zum 31. Dezember 1974 Nevada Staatsweite Wahl - David Towell (R) New Hampshire 2 Wahlbezirke - 1. Louis C. Wyman (R) bis zum 31. Dezember 1974 - 2. James Colgate Cleveland (R) New Jersey 15 Wahlbezirke - 1. John E. Hunt (R) - 2. Charles W. Sandman (R) - 3. James J. Howard (D) - 4. Frank Thompson (D) - 5. Peter Frelinghuysen (R) - 6. Edwin B. Forsythe (R) - 7. William B. Widnall (R) bis zum 31. Dezember 1974 - 8. Robert A. Roe (D) - 9. Henry Helstoski (D) - 10. Peter Wallace Rodino (D) - 11. Joseph Minish (D) - 12. Matthew John Rinaldo (R) - 13. Joseph J. Maraziti (R) - 14. Dominick V. Daniels (D) - 15. Edward J. Patten (D) New Mexico 2 Wahlbezirke - 1. Manuel Lujan (R) - 2. Harold L. Runnels (D) New York 39 Wahlbezirke - 1. Otis G. Pike (D) - 2. James R. Grover Jr. (R) - 3. Angelo D. Roncallo (R) - 4. Norman F. Lent (R) - 5. John W. Wydler (R) - 6. Lester L. Wolff (D) - 7. Joseph Patrick Addabbo (D) - 8. Benjamin Stanley Rosenthal (D) - 9. James J. Delaney (D) - 10. Mario Biaggi (D) - 11. Frank J. Brasco (D) - 12. Shirley Chisholm (D) - 13. Bertram L. Podell (D) - 14. John J. Rooney (D) bis zum 31. Dezember 1974 - 15. Hugh Carey (D) bis zum 31. Dezember 1974 - 16. Elizabeth Holtzman (D) - 17. John M. Murphy (D) - 18. Ed Koch (D) - 19. Charles B. Rangel (D) - 20. Bella Abzug (D) - 21. Herman Badillo (D) - 22. Jonathan Brewster Bingham (D) - 23. Peter A. Peyser (R) - 24. Ogden R. Reid (D) - 25. Hamilton Fish IV (R) - 26. Benjamin A. Gilman (R) - 27. Howard W. Robison (R) - 28. Samuel S. Stratton (D) - 29. Carleton J. King (R) bis zum 31. Dezember 1974 - 30. Robert C. McEwen (R) - 31. Donald J. Mitchell (R) - 32. James M. Hanley (D) - 33. William F. Walsh (R) - 34. Frank Horton (R) - 35. Barber B. Conable (R) - 36. Henry P. Smith (R) - 37. Thaddeus J. Dulski (D) bis zum 31. Dezember 1974 - 38. Jack Kemp (R) - 39. James F. Hastings (R) North Carolina 11 Wahlbezirke - 1. Walter B. Jones Sr. (D) - 2. Lawrence H. Fountain (D) - 3. David N. Henderson (D) - 4. Ike Franklin Andrews (D) - 5. Wilmer Mizell (R) - 6. L. Richardson Preyer (D) - 7. Charles Grandison Rose (D) - 8. Earl B. Ruth (R) - 9. James G. Martin (R) - 10. Jim Broyhill (R) - 11. Roy A. Taylor (D) North Dakota 1 Wahlbezirk (staatsweit) - 1. Mark Andrews (R) Ohio 23 Wahlbezirke - 1. William J. Keating (R) bis zum 3. Januar 1974 - Tom Luken (D) ab dem 5. März 1974 - 2. Donald D. Clancy (R) - 3. Charles W. Whalen (R) - 4. Tennyson Guyer (R) - 5. Del Latta (R) - 6. Bill Harsha (R) - 7. Bud Brown (R) - 8. Walter E. Powell (R) - 9. Thomas Ashley (D) - 10. Clarence E. Miller (R) - 11. J. William Stanton (R) - 12. Samuel L. Devine (R) - 13. Charles Adams Mosher (R) - 14. John F. Seiberling (D) - 15. Chalmers Wylie (R) - 16. Ralph Regula (R) - 17. John M. Ashbrook (R) - 18. Wayne Hays (D) - 19. Charles J. Carney (D) - 20. James V. Stanton (D) - 21. Louis Stokes (D) - 22. Charles Vanik (D) - 23. William Edwin Minshall (R) bis zum 31. Dezember 1974 Oklahoma 6 Wahlbezirke - 1. James Robert Jones (D) - 2. Clem McSpadden (D) - 3. Carl Albert (D) - 4. Tom Steed (D) - 5. John Jarman (D) - 6. John Newbold Camp (R) Oregon 4 Wahlbezirke - 1. Wendell Wyatt (R) - 2. Al Ullman (D) - 3. Edith Green (D) bis zum 31. Dezember 1974 - 4. John R. Dellenback (R) Pennsylvania 25 Wahlbezirke - 1. William A. Barrett (D) - 2. Robert N. C. Nix (D) - 3. William J. Green III (D) - 4. Joshua Eilberg (D) - 5. John H. Ware (R) - 6. Gus Yatron (D) - 7. Lawrence G. Williams (R) - 8. Edward G. Biester (R) - 9. Bud Shuster (R) - 10. Joseph M. McDade (R) - 11. Daniel J. Flood (D) - 12. John P. Saylor (R) bis zum 28. Oktober 1973 - John Murtha (D) ab dem 5. Februar 1974 - 13. Lawrence Coughlin (R) - 14. William S. Moorhead (D) - 15. Fred B. Rooney (D) - 16. Edwin Duing Eshleman (R) - 17. Herman T. Schneebeli (R) - 18. Henry John Heinz III (R) - 19. George Atlee Goodling (R) - 20. Joseph M. Gaydos (D) - 21. John Herman Dent (D) - 22. Thomas E. Morgan (D) - 23. Albert W. Johnson (R) - 24. Joseph P. Vigorito (D) - 25. Frank M. Clark (D) bis zum 31. Dezember 1974 Rhode Island 2 Wahlbezirke - 1. Fernand St. Germain (D) - 2. Robert Tiernan (D) South Carolina 6 Wahlbezirke - 1. Mendel Jackson Davis (D) - 2. Floyd Spence (R) - 3. William Dorn (D) bis zum 31. Dezember 1974 - 4. James Robert Mann (D) - 5. Thomas S. Gettys (D) bis zum 31. Dezember 1974 - 6. Edward Lunn Young (R) South Dakota 2 Wahlbezirke - 1. Frank E. Denholm (D) - 2. James Abdnor (R) Tennessee 8 Wahlbezirke - 1. Jimmy Quillen (R) - 2. John Duncan Sr. (R) - 3. LaMar Baker (R) - 4. Joe L. Evins (D) - 5. Richard H. Fulton (D) - 6. Robin Beard (R) - 7. Ed Jones (D) - 8. Dan Kuykendall (R) Texas 24 Wahlbezirke - 1. Wright Patman (D) - 2. Charlie Wilson (D) - 3. James M. Collins (R) - 4. Ray Roberts (D) - 5. Alan Steelman (R) - 6. Olin E. Teague (D) - 7. William Archer Jr. (R) - 8. Robert C. Eckhardt (D) - 9. Jack Bascom Brooks (D) - 10. J. J. Pickle (D) - 11. William R. Poage (D) - 12. Jim Wright (D) - 13. Bob Price (R) - 14. John Andrew Young (D) - 15. Kika de la Garza (D) - 16. Richard Crawford White (D) - 17. Omar Truman Burleson (D) - 18. Barbara Jordan (D) - 19. George H. Mahon (D) - 20. Henry B. Gonzalez (D) - 21. O. C. Fisher (D) bis zum 31. Dezember 1974 - 22. Robert R. Casey (D) - 23. Abraham Kazen (D) - 24. Dale Milford (D) Utah 2 Wahlbezirke - 1. K. Gunn McKay (D) - 2. Wayne Owens (D) Vermont 1 Wahlbezirk (staatsweit) - 1. Richard W. Mallary (R) Virginia 10 Wahlbezirke - 1. Thomas N. Downing (D) - 2. G. William Whitehurst (R) - 3. David E. Satterfield III (D) - 4. Robert Daniel (R) - 5. Dan Daniel (D) - 6. M. Caldwell Butler (R) - 7. J. Kenneth Robinson (R) - 8. Stanford Parris (R) - 9. William C. Wampler (R) - 10. Joel Broyhill (R) bis zum 31. Dezember 1974 Washington 7 Wahlbezirke - 1. Joel Pritchard (R) - 2. Lloyd Meeds (D) - 3. Julia Butler Hansen (D) bis zum 31. Dezember 1974 - 4. Mike McCormack (D) - 5. Tom Foley (D) - 6. Floyd Hicks (D) - 7. Brockman Adams (D) West Virginia 4 Wahlbezirke - 1. Bob Mollohan (D) - 2. Harley Orrin Staggers (D) - 3. John M. Slack (D) - 4. Ken Hechler (D) Wisconsin 9 Wahlbezirke - 1. Les Aspin (D) - 2. Robert Kastenmeier (D) - 3. Vernon Wallace Thomson (R) bis zum 31. Dezember 1974 - 4. Clement J. Zablocki (D) - 5. Henry S. Reuss (D) - 6. William A. Steiger (R) - 7. Dave Obey (D) - 8. Harold Vernon Froehlich (R) - 9. Glenn Robert Davis (R) bis zum 31. Dezember 1974 Wyoming Staatsweite Wahlen - Teno Roncalio (D) |

Nicht stimmberechtigte Mitglieder im Repräsentantenhaus:
- District of Columbia
  - Walter E. Fauntroy (D)
- Guam
  - Antonio Borja Won Pat
- Puerto Rico:
  - Jaime Rexach Benítez
- Amerikanische Jungferninseln
  - Ron de Lugo